# Bartolomeo Carducci
Bartolomeo Carducci (1560 - 1610) foi um pintor italiano, mais conhecido como Carducho, uma corruptela em espanhol para seu nome.
Nasceu em Florença, onde estudou escultura e arquitetura com Bartolomeo Ammanati e pintura com Federico Zuccari. Ajudou Zuccari e Giorgio Vasari na decoração da Catedral de Florença. Foi para a Espanha, onde ajudou na decoração do teto da Biblioteca do El Escorial e também ajudou na produção dos afrescos que adornam o claustro do palácio. Seu irmão, Vincenzio Carducci, também ajudou na pintura e o sucedeu nas encomendas para o Rei Filipe III de Espanha.
Morreu na Espanha, onde estão a maioria de suas obras.

## Galeria
Pinturas de Bartolomeo Carducci
- Morte de S. Francisco (1593) no MNAA, Lisboa
- Descida da Cruz (1595) no Museu do Prado, Madrid
- Fuga para o Egito (1600-03) no Hermitage, São Petersburgo
- Oração no Horto, San Giovannino degli Scolopi, Florença